# RandM Records
RandM Records je rockové hudební vydavatelství z Velké Británie.
Činnost RandM Entertainment zahájili v roce 1998 Roy Eldridge a Mike Andrews, kteří v tu dobu měli dohromady 50 let zkušeností v tomto průmyslu. 

## Umělci
- Ian Anderson
- Martin Barre
- Jethro Tull
- Andy Summers
- Bill Wyman
- Gordon Haskell
- Barbara Dickson